# Portulacaria pygmaea
Portulacaria pygmaea (лат.) (син. Ceraria pygmaea) — вид суккулентных растений рода Портулакария (Portulacaria) семейства Дидиереевые (Didiereaceae), естественно произрастающий на территории Намибии и Капской провинции Южно-Африканской Республики. 

## Описание
Portulacaria pygmaea — карликовый, компактный, медленнорастущий кустарник, достигающий высоты до 20 см и ширины 30 см. У него частично надземный, вздутый сочный каудекс длиной до 10 см и диаметром 15 см. Кора куста окрашена в красновато-коричневые оттенки, шелушится и может иметь различные слои прошлых лет. Ветви округлые, ветвление почти дихотомическое, с раскидистым восходящим ростом, иногда отогнутыми. Листья обратнояйцевидные, размерами 10-14 х 7-9 мм, с поверхностью, становящейся красноватой и морщинистой в засушливую погоду. Листья растут восходяще раскидисто, у основания клиновидные, сочные, с закругленной верхушкой, оканчивающейся небольшой точкой.

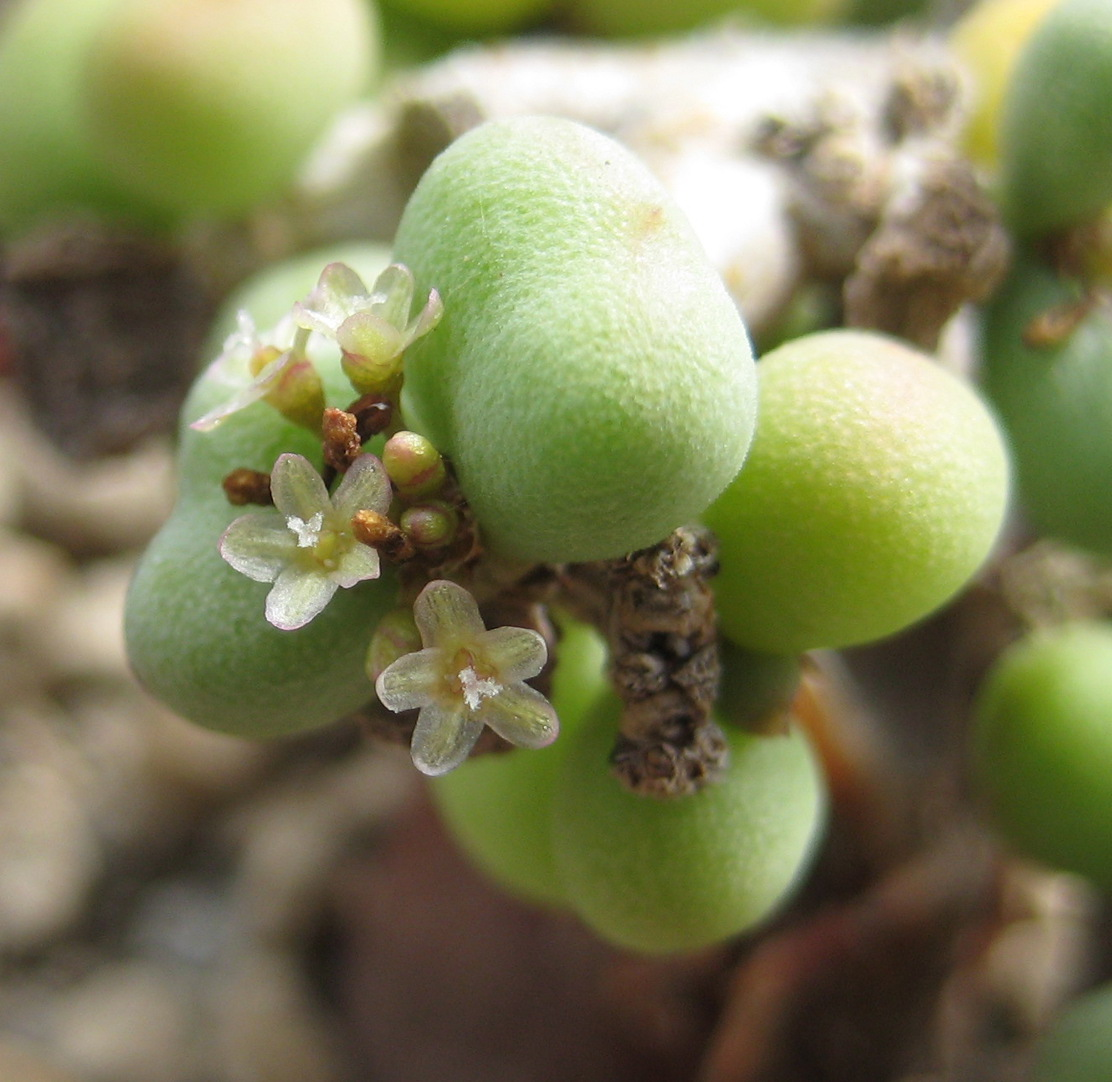
Цветки

Короткое соцветие на конце стебля несет 2-6 цветковых кистей, прицветники округлые, длиной 1 мм, с цветоножками длиной 2-2,5 мм. Чашелистики имеют длину 0,75 мм, округлые, подперепончатые, бледно-пурпурные. Цветки диаметром около 4 мм. Лепестки длиной 2 мм, восходяще раскидистые, обратнояйцевидно-эллиптические, с тупыми концами. Тычинки срослись с основанием лепестков, нити обратно-булавовидные, длиной около 1 мм. Завязь имеет длину 0,5 мм, треугольную форму, столбик около половины своей длины (0,25 мм), круглую форму, с уплощенными кончиками, а рыльце мелкососочковое. Цветение преимущественно происходит летом.

## Распространение
Вид известен лишь в низовьях долины Оранжевой реки и в пределах трансграничного парка Аи-Аис-Рихтерсвелд в Намибии и Южной Африке. Растения растут на холмистой и равнинной местности, близко к Оранжевой реке, распределенные среди множества других видов пустынных растений, большинство из которых относятся к семейству Аизовые (Aizoaceae).
Растение успешно произрастает на различных типах почв, включая галечный аллювий и обнажения сланца, чаще всего на гравийных субстратах. Летом температуры могут быть экстремальными (до 47°C), и Portulacaria pygmaea демонстрирует высокую степень адаптации к таким условиям. Зимы прохладные, без морозов. Количество осадков ограничено, составляя примерно 25-75 мм в год, с возможным отсутствием осадков в некоторые годы. Тем не менее, растения также зависят от регулярных туманов с Атлантического океана, которые являются важным источником влаги для многих растений и животных. Осадки в этом регионе выпадают как зимой, так и летом. Portulacaria pygmaea произрастает на высоте от 50 до 450 м.

## Экология
Растения произрастают в условиях экстремальной сухости и высоких температур, которые местами достигают 47°C. Их медленный рост и долгий жизненный цикл, поддерживаемые сочным каудексом, стеблями и листьями, а также слоями коры, обеспечивают выживание в таких суровых условиях. Тем не менее растение находится на грани, и повышение температуры может представлять катастрофическую угрозу для его долгосрочной выживаемости.
В течение большей части засушливых месяцев листья приобретают красноватый оттенок и морщинистость из-за присутствия пигмента антоциана. Этот пигмент защищает растение от перегрева, замедляя процесс фотосинтеза. Травоядные млекопитающие представляют потенциальную угрозу, но растение хорошо маскируется среди скалистых обнажений и каменистой, гравийной почвы.
Маленькие цветки, вероятно, опыляются мелкими насекомыми, а семена распространяются ветром.

## Охранный статус
Portulacaria pygmaea произрастает на холмах и аллювиальных террасах в нижнем течении реки Оранжевой. Эти аллювиальные террасы исторически использовались для добычи алмазов, что привело к значительному разрушению их естественной среды. Несмотря на то, что этот вид встречается в пределах трансграничного парка Аи-Аис-Рихтерсвелда, в настоящее время он подвергается массовому браконьерству в связи с торговлей декоративными растениями, что приводит к серьезному уменьшению его популяции. В результате этого он внесен в Красную книгу южноафриканских растений как вид, находящийся под угрозой исчезновения (EN).

## Таксономия
Согласно данным сайта POWO, растение классифицируется как вид рода Портулакария, а его синонимом считается Ceraria pygmaea. Однако, согласно обновленной информации WFO Plant list на 2023 год, Portulacaria pygmaea рассматривается как вид рода Церария (Ceraria), обозначенный как Ceraria pygmaea, а его синонимом является Portulacaria pygmaea.
- Portulacaria pygmaea Pillans, первое упоминание в J. Bot. 66: 195 (1928)[1].
- Ceraria pygmaea (Pillans) G.D.Rowley, первое упоминание в Bradleya 14: 82 (1996)[3].